# Усадьба М. Н. Щелокова (1908—1909)
Усадьба М. Н. Щелокова — архитектурный ансамбль в историческом центре Нижнего Новгорода. Построена в 1908—1909 годах. Автор проекта неизвестен. В ходе активной застройки в 1990-е — 2000-е годы исторического квартала, примыкающего к Театральной площади, от усадебного комплекса остался лишь реконструированный главный дом (из исторического в нём остались только кирпичные несущие стены).
В ансамбль входили главный дом и флигель. Флигель снесён, на его месте в 2003 году построено псевдоисторическое офисное здание «Дом над погребом». Главный дом усадьбы — объект культурного наследия Российской Федерации.

## История
Каменный одноэтажный (сегодня — с мансардным этажом) на полуподвальном этаже дом купца М. Н. Щелокова, закрепляющий острый угол стыка улиц Пискунова (бывшая Осыпная) и Пожарского (бывший Никольский переулок), имеющий в плане форму трапеции, был возведён в 1908—1909 годах. В тот же период были сооружены пристрои, выполненные в характере самого дома: двухэтажный с полуподвалом во дворе усадьбы и одноэтажный с полуподвалом, примыкавший к восточной стене дома и выходивший на красную линию Осыпной улицы.
В 2003 году на месте снесённого флигеля (улица Пожарская, 20) было построено здание «Дом над погребом» по проекту архитекторов В. Быкова, А. Монастырского и А. Сазонова. От авторов требовалось воссоздать по обмерам и архивным чертежам хозяйственную постройку в виде башни и восстановить по красной линии улицы стену барской конюшни. Вместо этого было возведено многоэтажное здание из двух простых геометрических объёмов, с элементами декора, отдалённо напоминающими об ансамбле когда-то стоявшей здесь конюшни и пристройкой в виде воссозданного флигеля с неорусским фасадом в духе здания городской Думы.
К середине 2010 года в главном доме была проведена основная часть работ по проекту реконструкции, разработанному ТМА Туманина С. Л. (2002—2003). Была разобрана пристроенная восточная часть дома. К концу 2012 года проведены работы по воссозданию пристроенной части (Литера А1), главный фасад воссоздан по проекту ООО НИП «Этнос» 2010 года. В тот же период проведена часть ремонтно-восстановительных работ фасадов основного здания (литера А). В 2013—2014 годах также проводились отдельные ремонтные работы и памятник приобрёл современный внешний облик.
Из первоначальных конструкций сохранились несущие кирпичные стены на ленточных фундаментах из обожжённого красного кирпича на известковом растворе. Перегородки, конструкции крыши, перекрытия, лестницы, декор фасадов выполнены из современных материалов.

## Архитектура
Стилистически главный дом усадьбы является ярким представителем неоклассической ветви ретроспективизма. Из характерных элементов архитектурного и декоративного убранства фасадов можно выделить линейный руст, профилированные подоконный, междуэтажный, подкарнизный пояса, венчающий карниз значительного выноса, членящие фасады лопатки. Фасад по улице Пискунова подчёркнут балюстрадой с аттиком, на котором расположено круглое слуховое окно, пилястр ионического ордера, сандриков в виде треугольных фронтонов над двумя окнами. Особенно выделялась пристроенная с востока часть, где, по-видимому, находилась веранда: её ось акцентировалась раскрепованным порталом.